# Holoplatys canberra
Holoplatys canberra is een spinnensoort uit de familie springspinnen (Salticidae). De soort komt voor in Australisch Hoofdstedelijk Territorium.